# Ратниеце, Санта
Санта Ратниеце (латыш. Santa Ratniece, род. 22 марта 1977 г., Елгава) — латвийский композитор.

## Биография
Санта Ратниеце родилась 22 марта 1977 года в Елгаве. Музыкальное образование получила в Валмиерской музыкальной школе по классу фортепиано. В 1992 году начала изучать теорию музыки в Музыкальной средней школе Эмиля Дарзиньша в Риге. Продолжила музыкальное образование в Латвийской музыкальной академии им. Я. Витолa, где окончила музыковедение (2000 г.) и композицию (2002 г.). Позже изучала композицию у английского композитора Дэвида Роуленда в консерватории Энсхеде в Нидерландах. После этого Санта Ратниеце продолжила обучение в Эстонской академии музыки и театра у эстонского композитора Хелены Тульве (Тульве, Хелена) и в 2007 году получила степень магистра.
Произведения Санты Ратниеце, которые принесли композитору международное признание:
- музыкальное произведение  Petunia - 1-е место на конкурсе молодых композиторов в Таллинне (2003 г.);
- музыкальное произведение Sens nacre - лучшее на Международной трибуне композиторов в 2004 году (2004 International Rostum for composers) в категории исполнители до 30 лет;
- премьера «Сверкающего променада» (Glittering Promenade) в Берлинской филармонии (2005);
- премьера Alvéoles на Радио Франции  в Париже (2006 г.);
- музыкальное произведение Saline внесено в список рекомендованных композиций Международной трибуны композиторов 2008 года (2008 International Rostum for composers).

В 2013 году композитор совместно с французским музыкантом Гилбертом Нуоно (Gilbert Nouno) и британским коллективом The Irrepressibles написала музыку для постановки “War Sum Up,” которая была представлена в нью-йоркском оперном театре Горварда Гилмана.
Музыку Ратниеце исполняли Хор Латвийского радио, Латвийский камерный ансамбль Altera Veritas, Латвийский камерный ансамбль Trio Palladio, Латвийский камерный оркестр, Лиепайский оркестр Amber Sound, Латвийский национальный симфонический оркестр, оркестр RIGA, Эстонский национальный мужской хор, Моравский филармонический оркестр, Канадский струнный квартет Quatuor Molinari, Сиднейский симфонический ансамбль, Камерный хор Ирландии и другие .